# Vilshofen an der Donau
Vilshofen an der Donau település Németországban, azon belül Bajorországban. Lakosainak száma 18 061 fő (2023. december 31.). Vilshofen an der Donau Beutelsbach, Aldersbach, Künzing, Hofkirchen, Windorf, Passau, Fürstenzell és Ortenburg községekkel határos.

## Népesség
A település népessége az elmúlt években az alábbi módon változott:
| Lakosok száma | 2937 | 5837 | 7670 | 15 142 | 15 926 | 16 053 | 16 250 | 16 396 | 17 240 | 18 061 |
|               | 1875 | 1950 | 1975 | 1987   | 2012   | 2014   | 2016   | 2017   | 2021   | 2023   |

## Fekvése
Osterhofentől délkeletre, A Duna és az abba ömlő Vils folyó találkozásánál fekvő település.

## Története

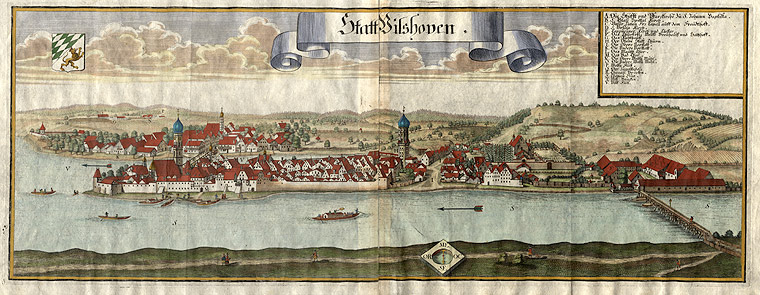
Vilshofen egy régi képen

Nevét 776-ban a Mondseei apátság egyik oklevele említette először. A 12. században volt a neve Vilshouen formában fordult elő. Abban az időben, a passaui püspök volt a földesúr a Dunán és Vils folyón. Vilshofen   1220-ban már egy híd is állt a Vils-en, mely ma az új város területét köti össze a régi városrésszel. 1236-ban Hainricus Plebanus de Vilshouen néven plébániatemplomának papját említették.
1241-ben Bajorországból II. Otto erőszakkal vette birtokába, így határ menti város lett a bajor hercegség és a Passaui Püspökség között. Ezt bizonyítja máig a "Vilshofener vámház", amely ma közvetlenül a Duna partján található.

## Galéria

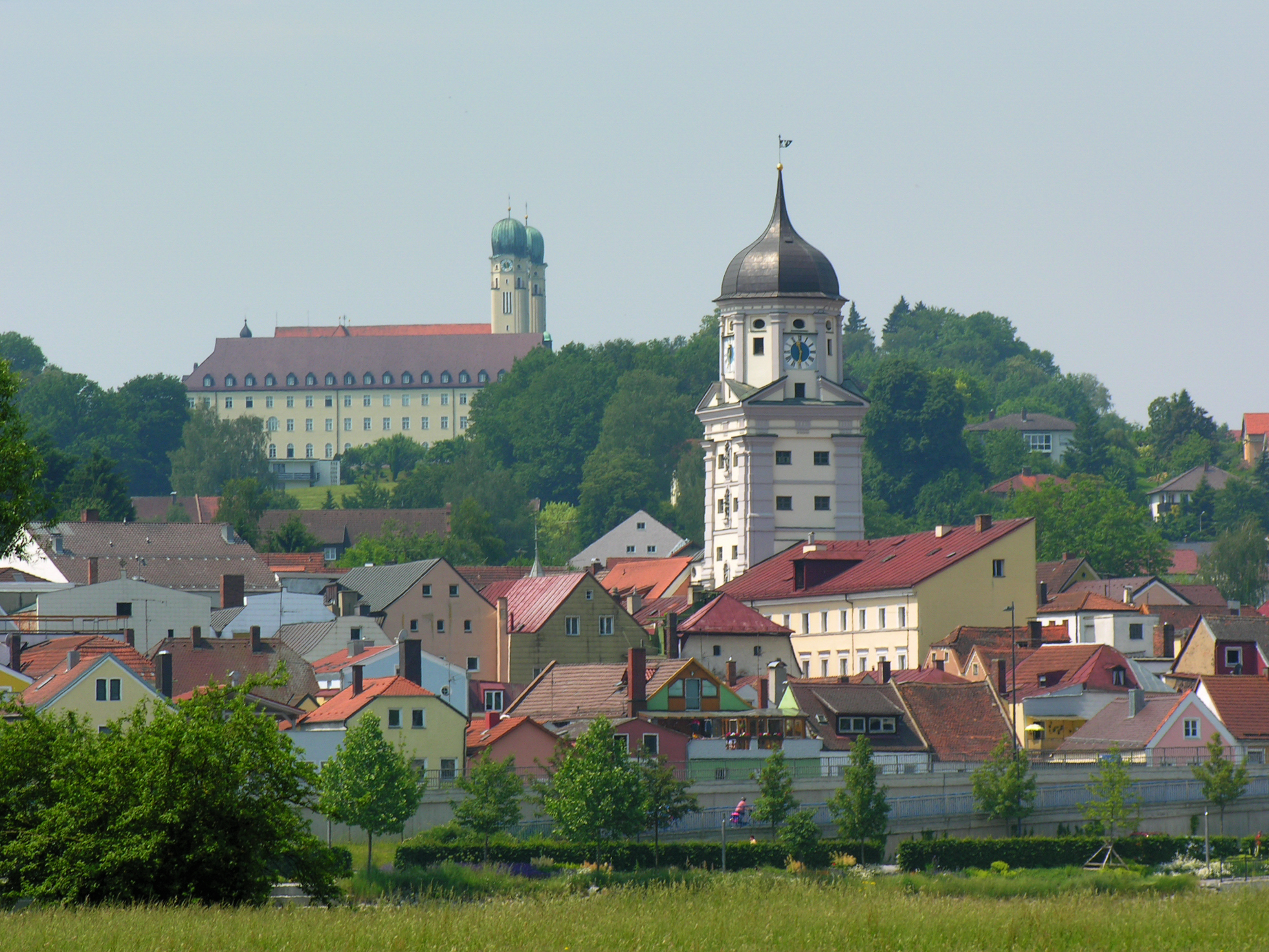
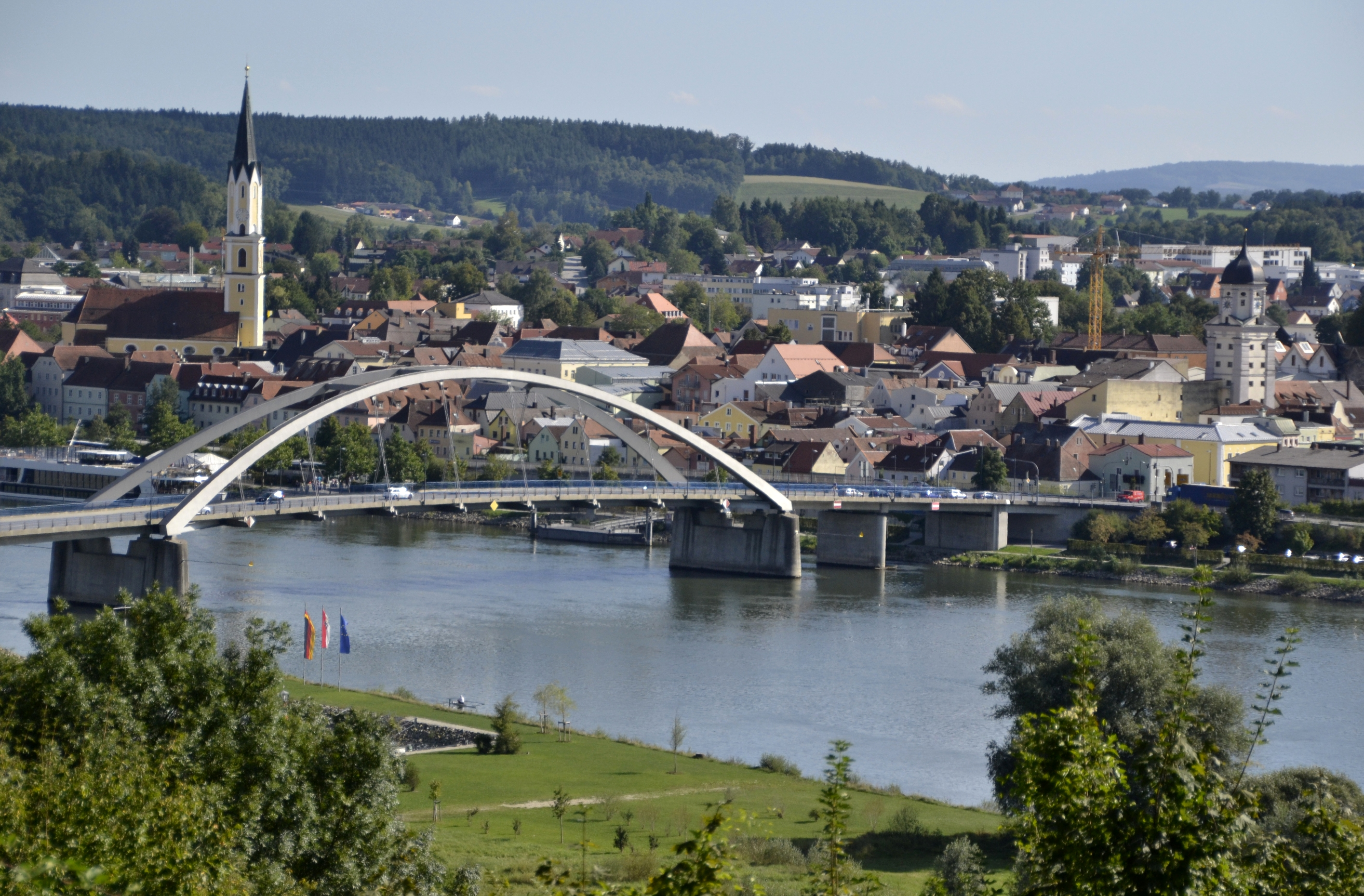
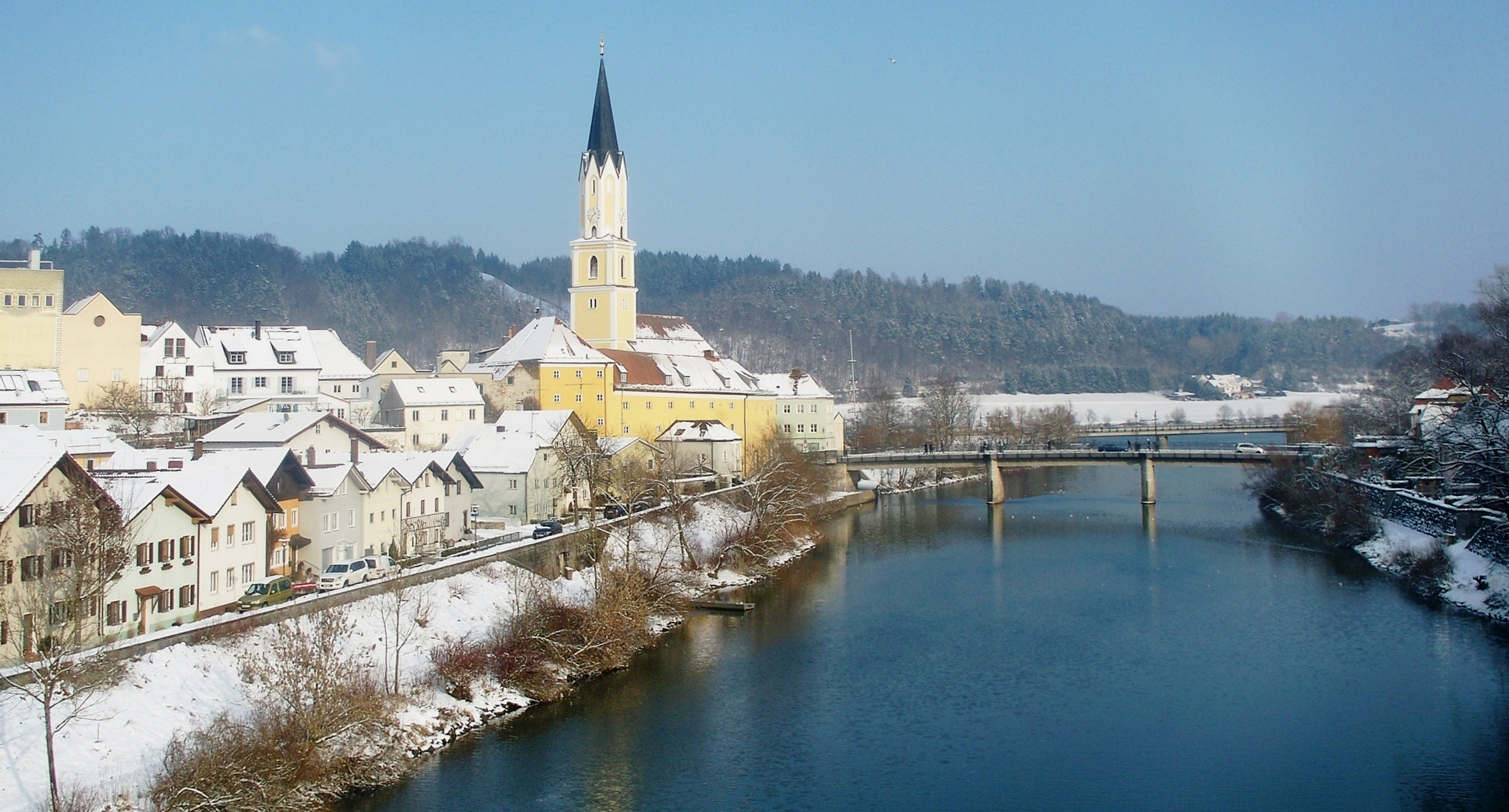
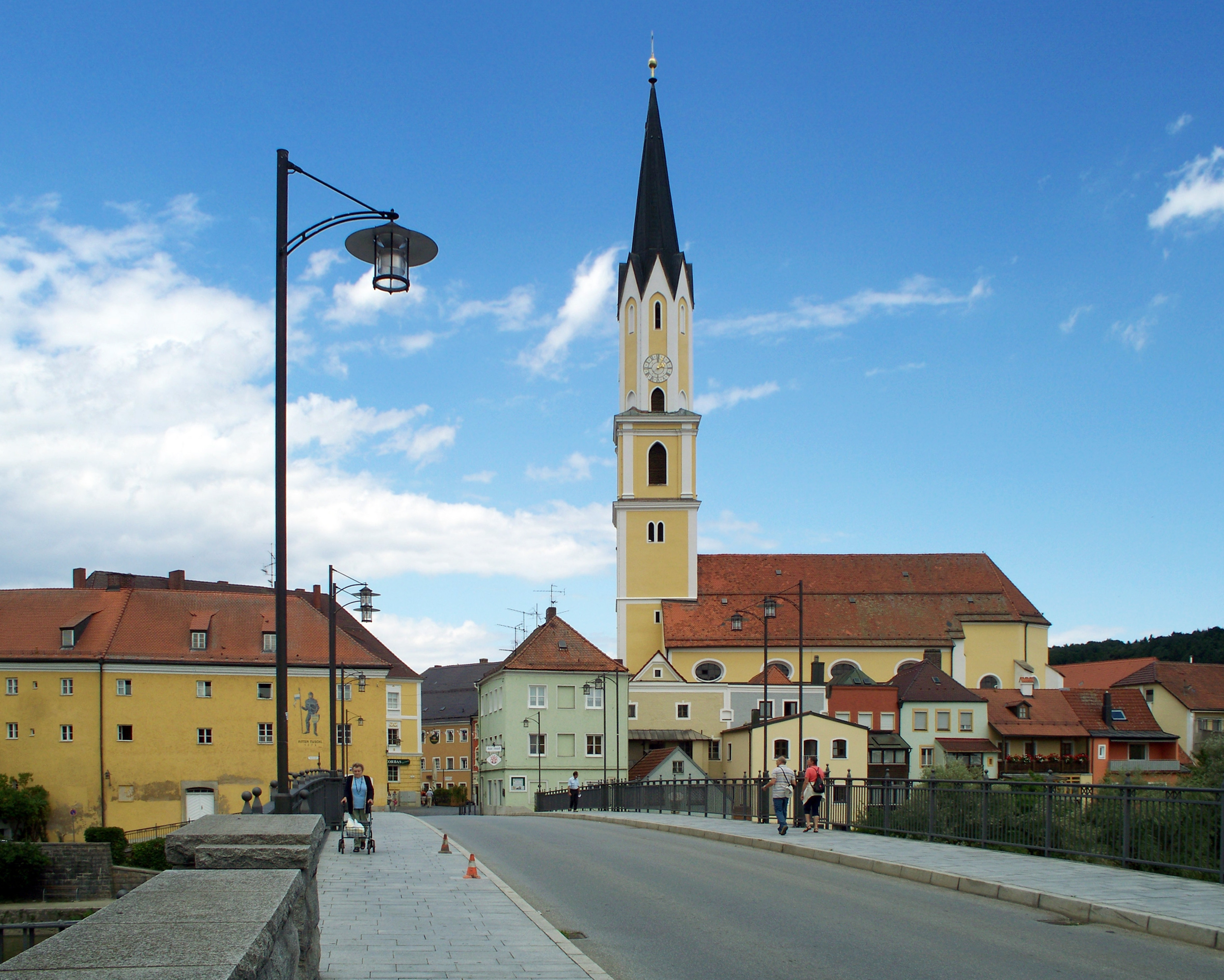
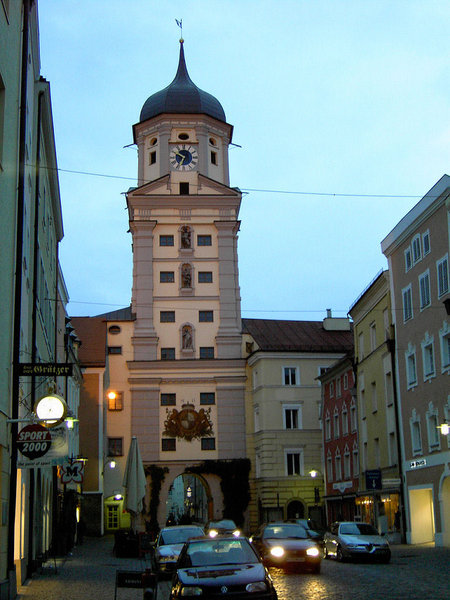
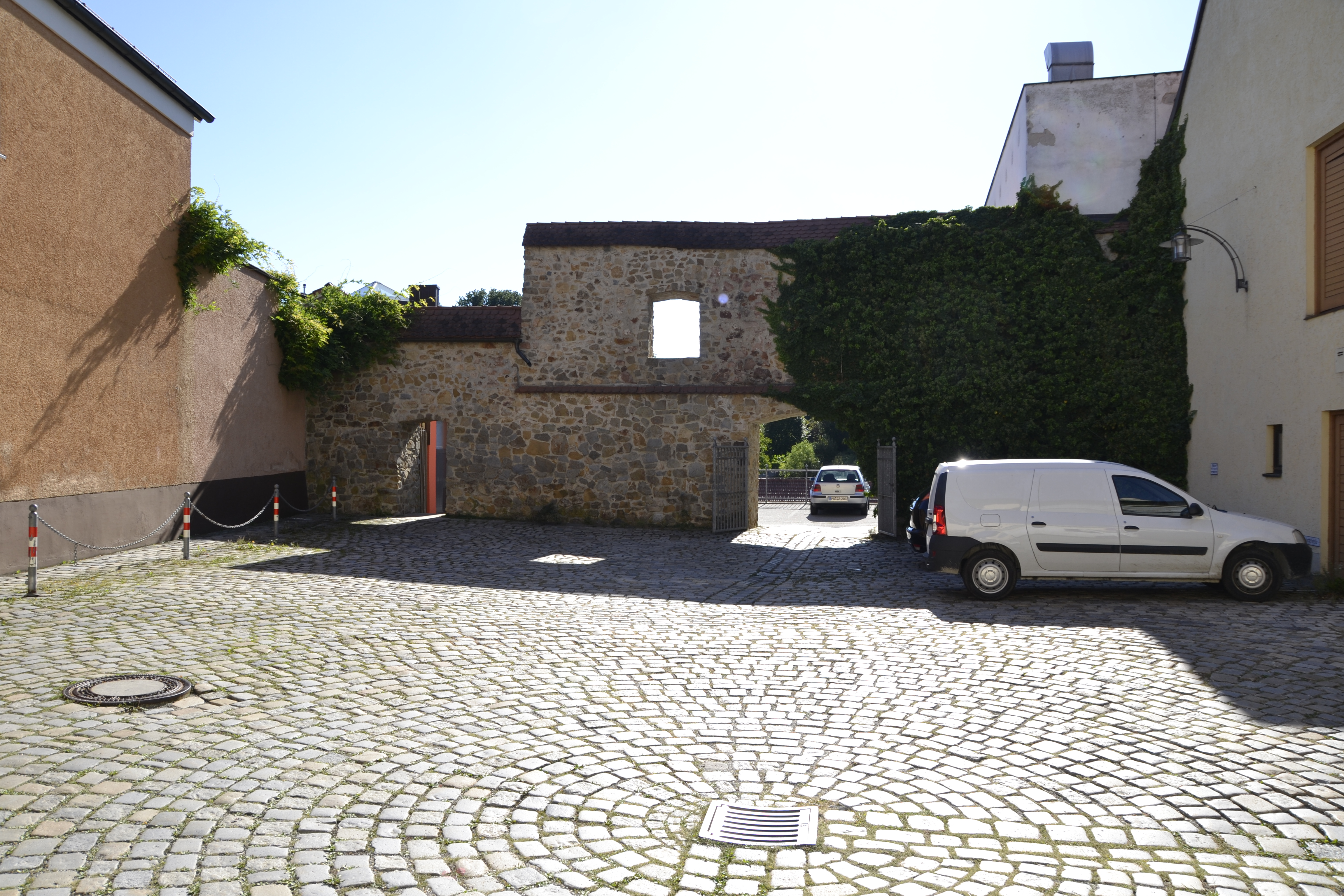
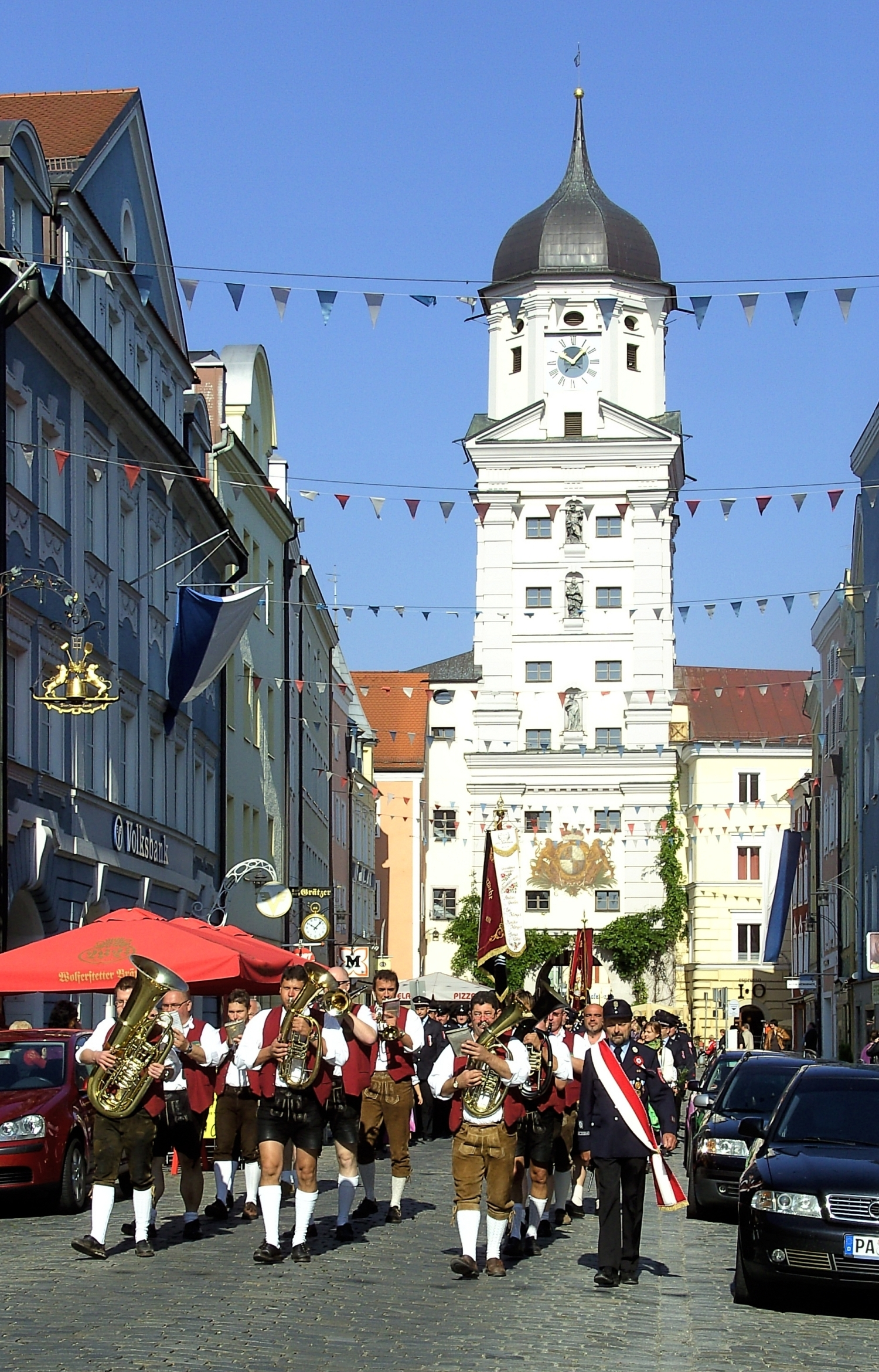
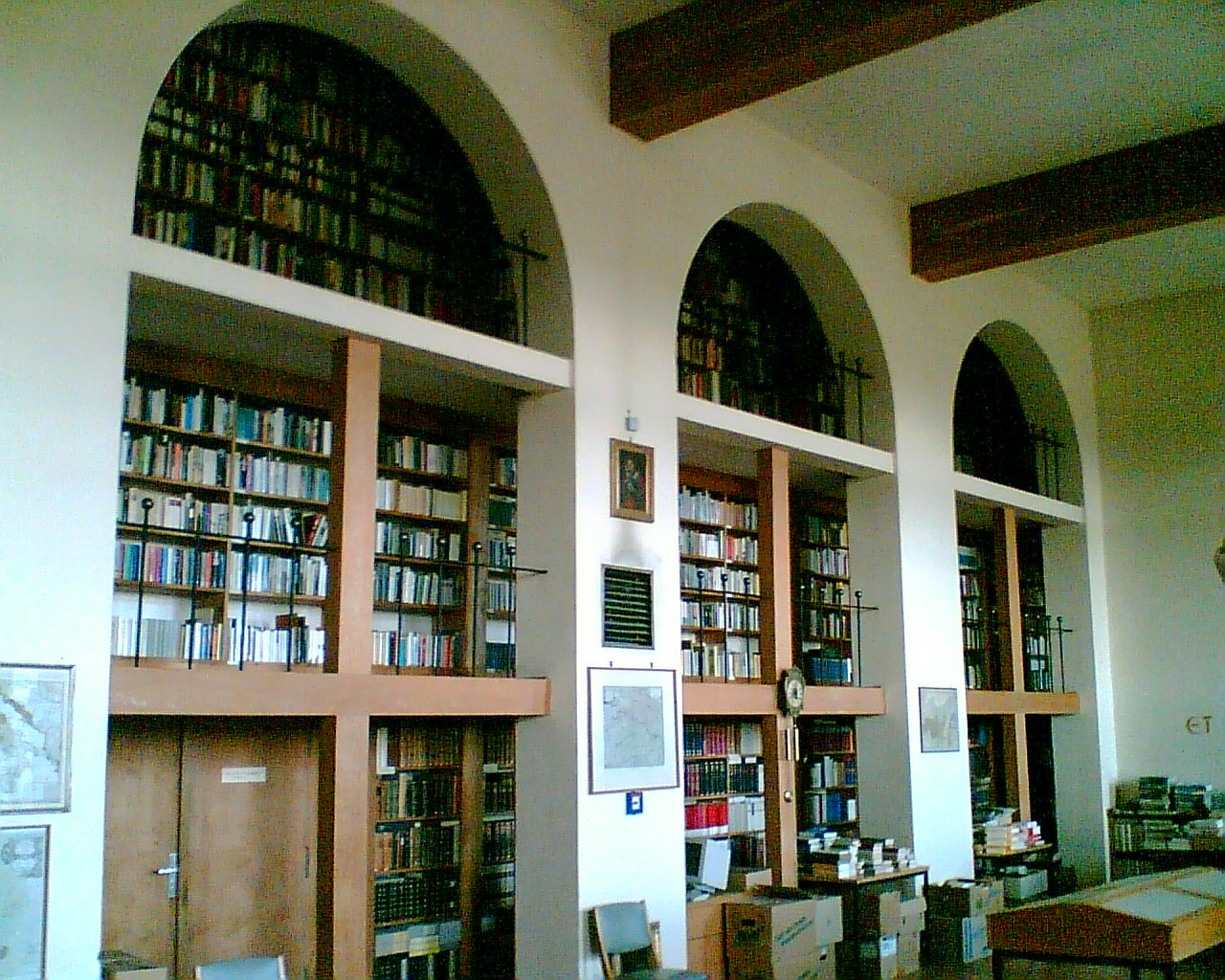
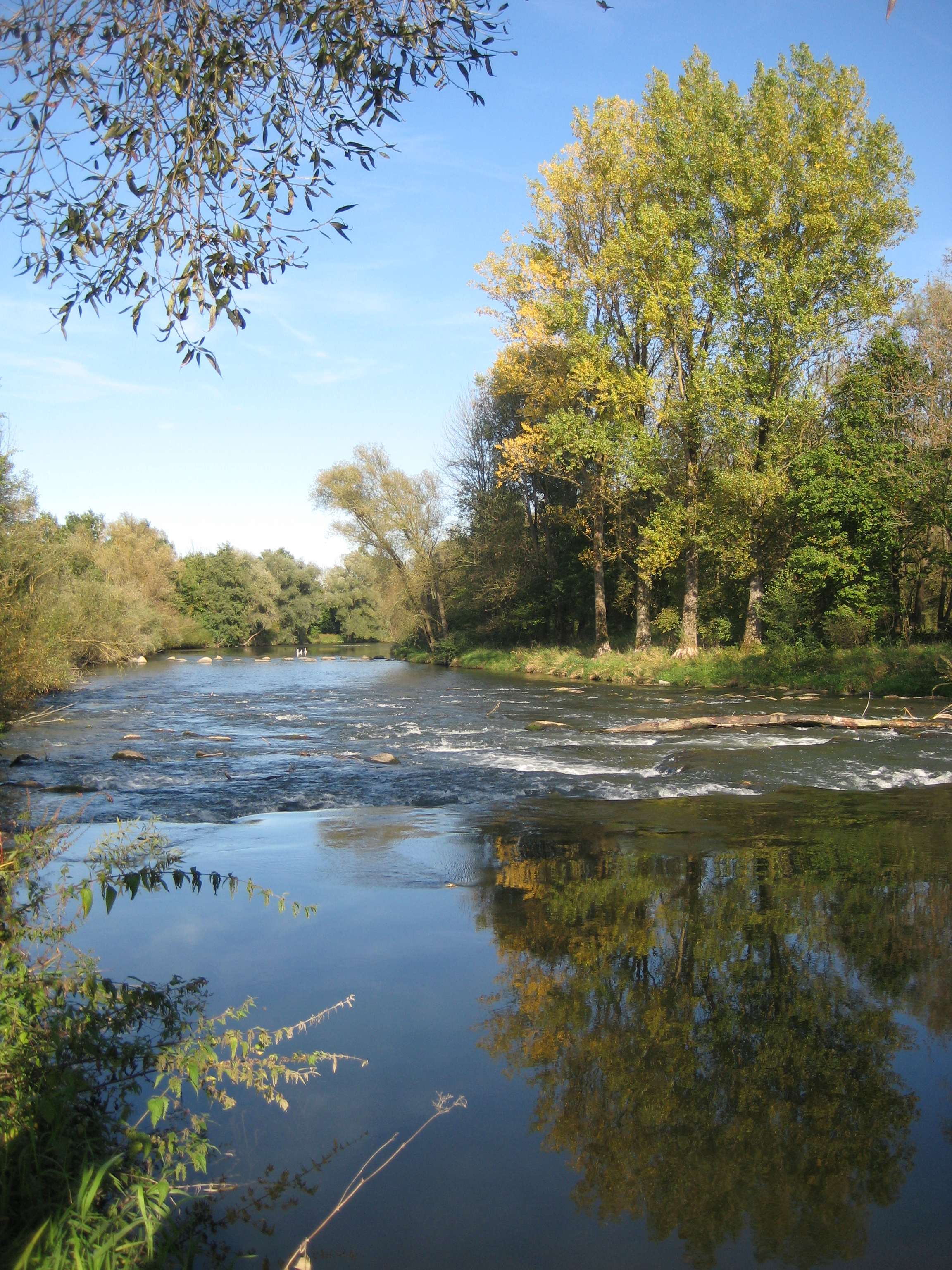